# Montrichardia linifera
Montrichardia linifera là một loài thực vật có hoa trong họ Ráy (Araceae). Loài này được (Arruda) Schott mô tả khoa học đầu tiên năm 1854.

## Hình ảnh

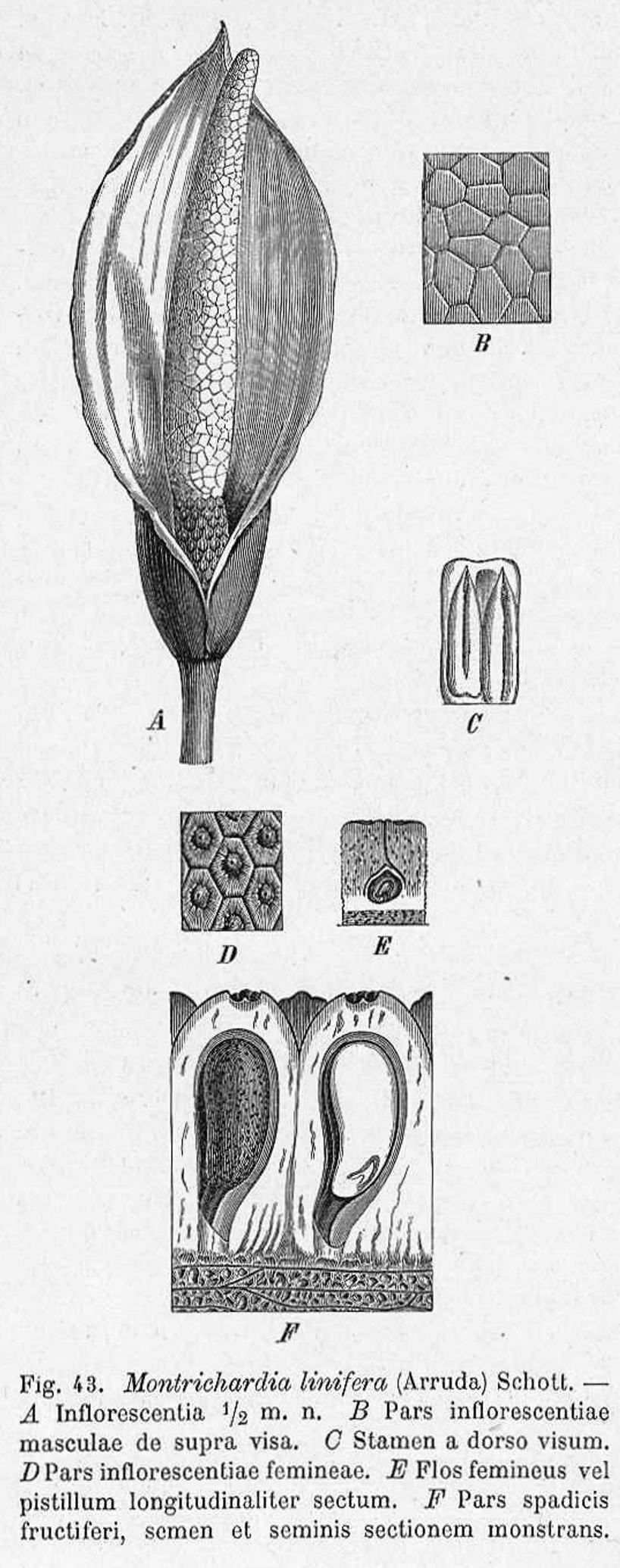
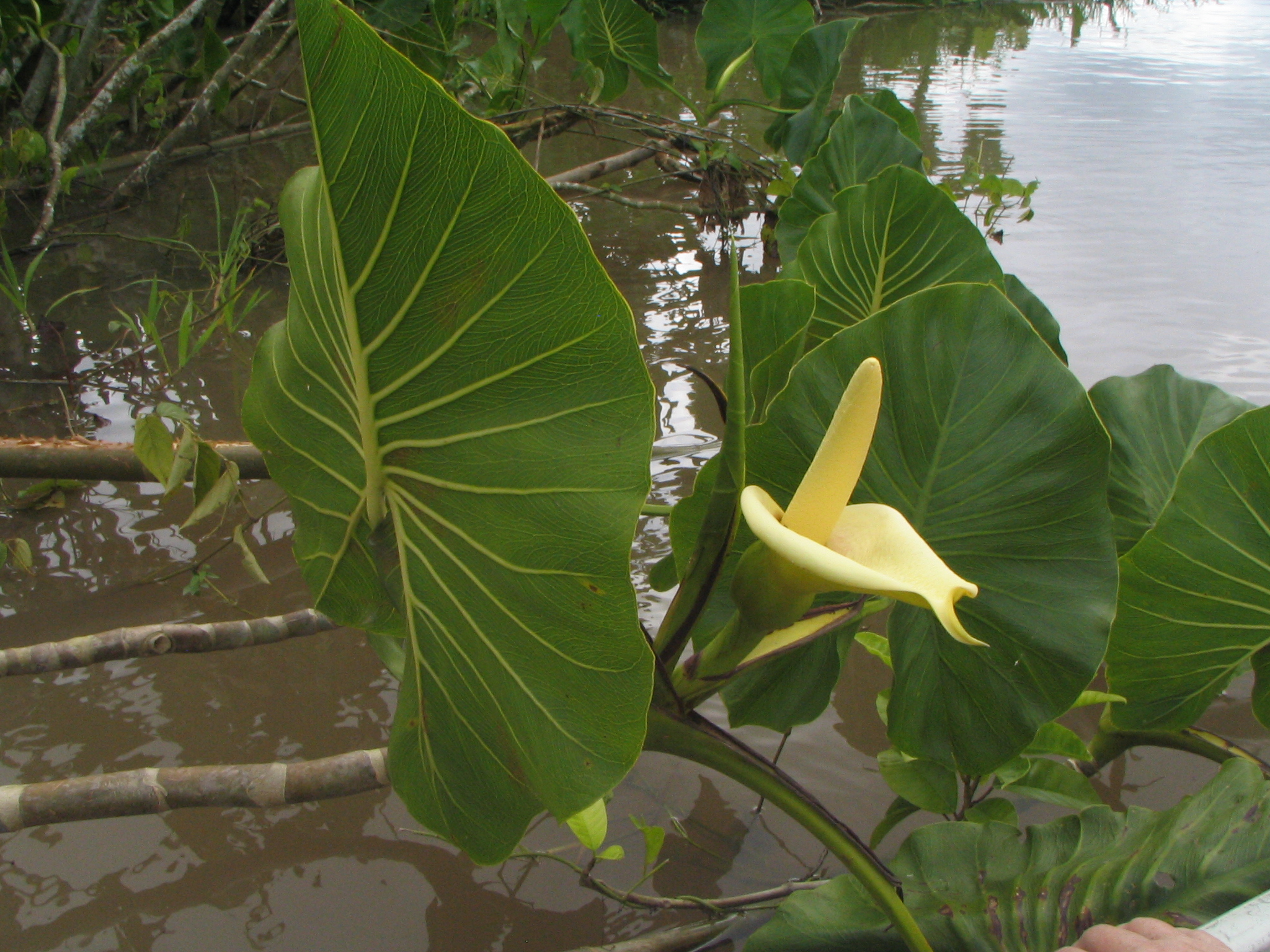
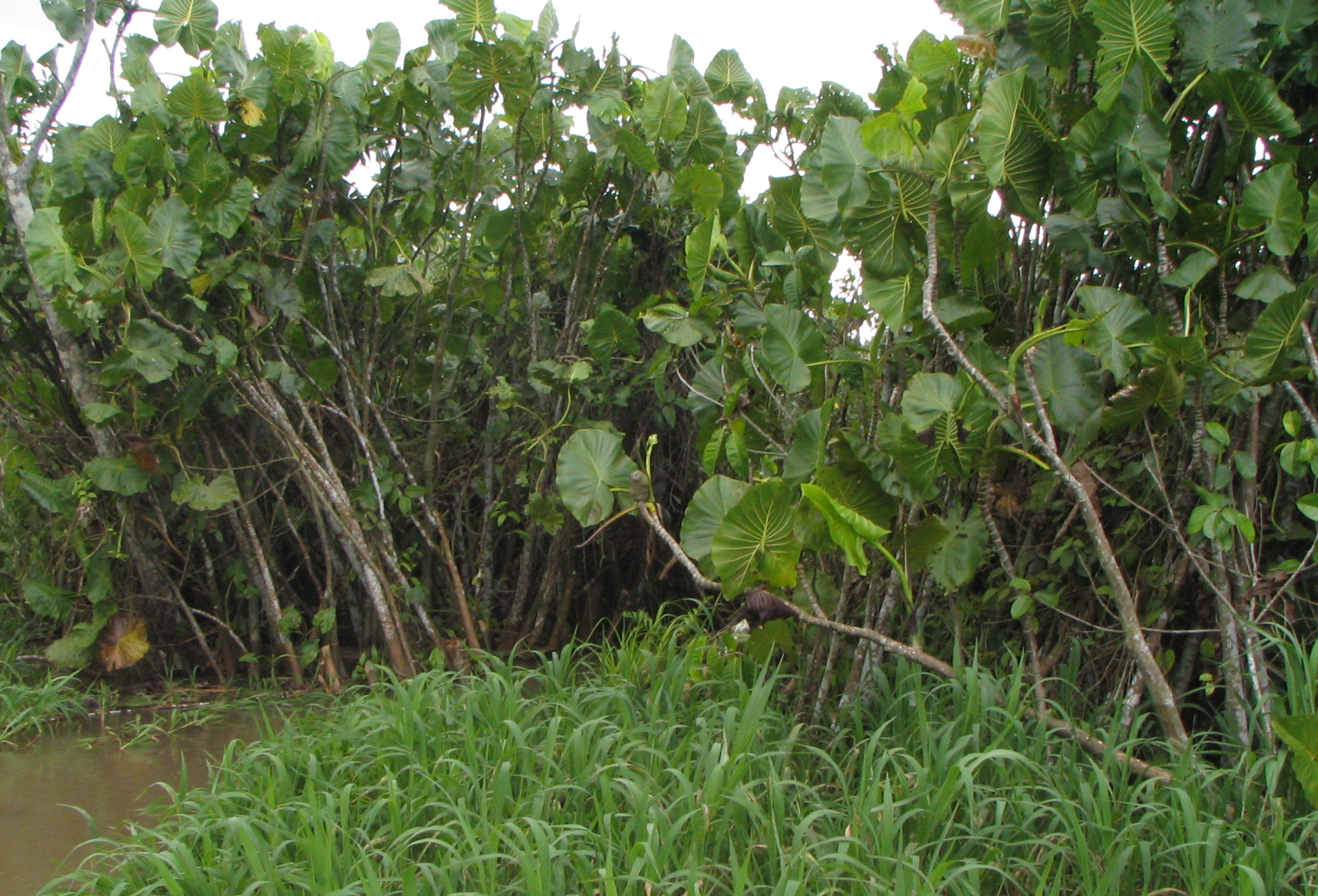